# 呂佑
呂佑（1456年—？），字國弼，山東濟南府德州德平縣人，民籍，明朝政治人物。

## 生平
山東鄉試第四十名舉人。弘治六年（1493年）中式癸丑科會試第二百十七名，三甲第一百八十六名進士。

## 家族
曾祖呂整；祖父呂輅；父呂韶。嫡母丁氏；生母王氏。慈侍下。